# Béla Kéler
Béla Kéler, ungerska Kéler Béla, på tyska Adalbert von Keller, född 13 februari 1820, död 20 november 1882, var en ungersk tonsättare.
Kéler verkade som dirigent i Berlin, Wien och Wiesbaden. Hans kompositioner består mest av lättare musik som danser, marscher, uvertyrer, bland dem en känd lustspelsuvertyr. Han skrev också förebilden för Brahms ungerska dans nummer 5, en csárdás med titeln Bártfai emlék ("Minnen från Bártfa").